# Concattedrale di Santa Maria (Castellón)
La concattedrale di Santa Maria, anche chiamata chiesa di Santa Maria maggiore, (in valenciano: Cocatedral de Santa Maria, in spagnolo: Concatedral de Santa María) si trova a Castellón de la Plana, nella Comunità Valenzana, ed è la concattedrale della diocesi di Segorbe-Castellón de la Plana.
Il tempio è in stile gotico valenzano, ma in seguito sono stati apportati interventi successivi di stile neogotico e revivalista. È situata nella piazza maggiore della città, vicino al municipio e la sua torre campanaria indipendente è chiamata El Fadrí.

## Storia
La costruzione del tempio iniziò alla fine del XIII secolo. Distrutta da un incendio, i lavori furono ripresi a metà del XIV secolo ed furono ampliati agli inizi del XV secolo da Miguel García de Segorbe, e il tempio fu consacrato nel 1549. Nel 1662, con tracce di Juan Ibáñez, fu costruita la Cappella della Comunione a croce greca e coperta con una cupola al centro e volte a botte ai bracci.
La cattedrale di Santa Maria nel 1931 è stata dichiarata Monumento Nazionale Storico-Artistico. Il 24 luglio 1936 fu deliberatamente bruciata nei primi giorni della guerra civile e demolita mesi più tardi con accordo comune. Dopo la demolizione, la ricostruzione fu avviata sulla base di un progetto di Vicente Traver ispirato al vecchio tempio. Il progetto cominciò a prendere corpo nel 1939, per concludersi nel 1999.

## Descrizione

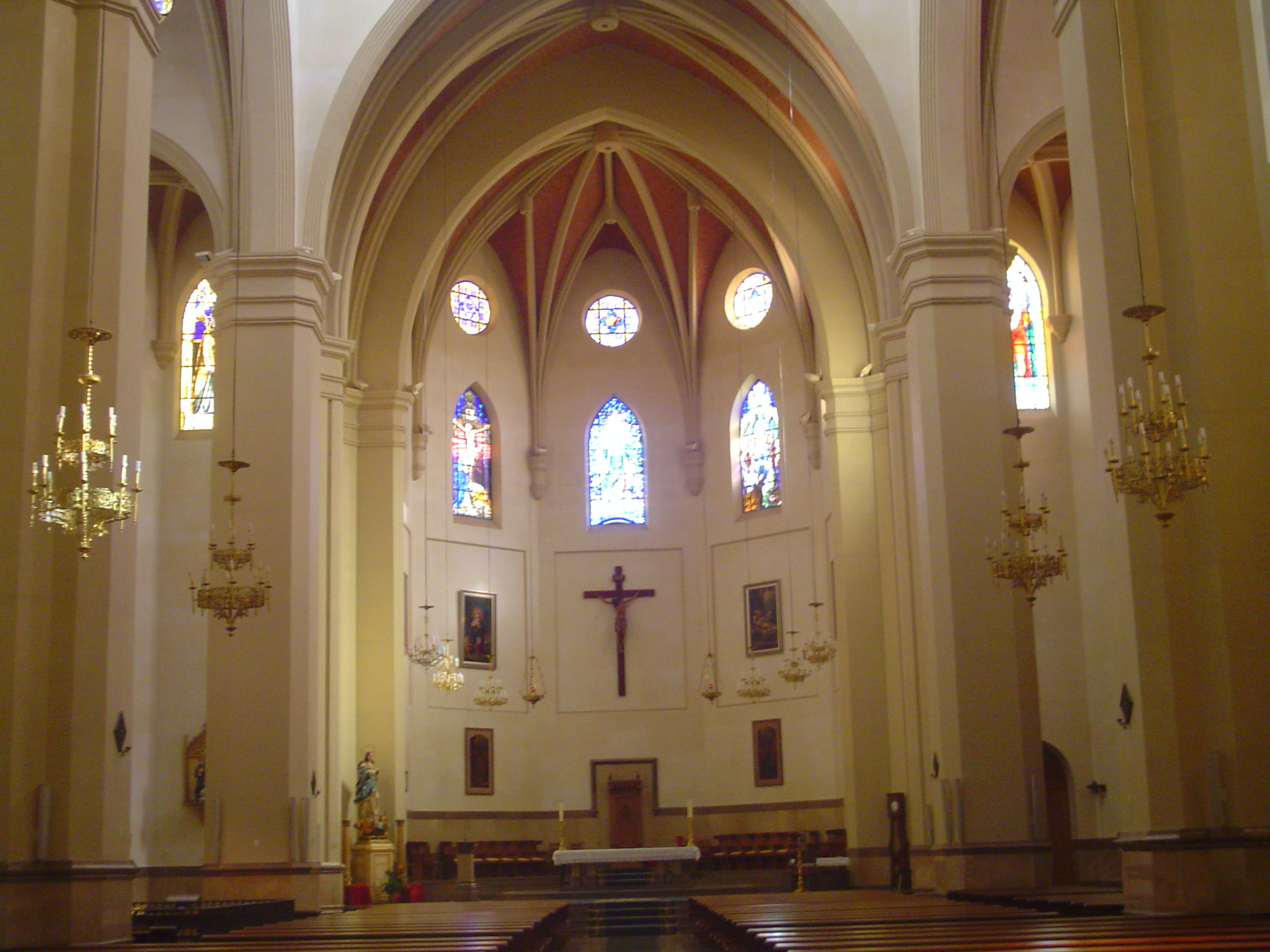
Altare maggiore

La pianta originale era a navata unica divisa in cinque sezioni, abside pentagonale, con due cappelle laterali e un centro per il coro, così come cappelle tra i contrafforti, volte a crociera e volta stellata sopra l'abside. Il tempio aveva tre portali: due laterali, situati sulla terza sezione della navata, e un altro nella facciata principale, questi con qualche chiave di volta, unici elementi conservati nella ricostruzione.
L'attuale tempio, che occupa un intero isolato, è a croce latina con tre navate e un'abside pentagonale. La navata è evidenziata con pilastri ottagonali. Le navate sono coperte con volta a crociera.